# خوش شفر
خوش شفر (هلندی: Guus Scheffer؛ ۲۴ نوامبر ۱۸۹۸ – ۱ نوامبر ۱۹۵۲) وزنه‌بردار اهل هلند بود.
وی در مسابقات کشوری و بین‌المللی در مجموع برندهٔ ۱ مدال برنز شده‌است.